# Cuth Harrison
Thomas Cuthbert Harrison  conegut com a  Cuth Harrison va ser un pilot de curses automobilístiques anglès que va arribar a disputar curses de Fórmula 1.
Harrison va néixer el 6 de juliol del 1906 a Ecclesall, Sheffield. Va morir el 21 de gener del 1981 a Sheffield, Anglaterra.

## A la F1
Va participar en la primera cursa de la història de la Fórmula 1 disputada el 13 de maig del 1950, el GP de la Gran Bretanya, que formava part del campionat del món de la temporada 1950 de F1.
Cuth Harrison va participar en 3 curses més puntuables pel campionat de la F1, disputades en una sola temporada, la corresponent a 1950.
Harrison també va disputar nombroses curses no puntuables pel mundial de la F1.

## Resultats a la Fórmula 1
| Any  | Equip | Xassís | Motor      | 1     | 2       | 3   | 4   | 5   | 6   | 7       | 8 | 9 | Posició | Punts |
| ---- | ----- | ------ | ---------- | ----- | ------- | --- | --- | --- | --- | ------- | - | - | ------- | ----- |
| 1950 | ERA   | ERA    | Straight-6 | GBR 7 | MON Ret | 500 | SUI | FRA | BEL | ITA Ret |   |   | -       | 0     |

## Resum
| Curses: | Victòries: | Pòdiums: | Poles: | Voltes ràpides: | Punts: |
| ------- | ---------- | -------- | ------ | --------------- | ------ |
| 3       | 0          | 0        | 0      | 0               | 0      |